# Ǯ
Ǯ (minuskuła: ǯ) – zmodyfikowana litera alfabetu łacińskiego i również IPA, uformowana z litery EZH (ʒ ʒ) z dodanym haczkiem (U + 01EE). Występuje w języku karaimskim (miękkie dż, dźwięk między polskim dź i dż) i innych.